# Fair Play (Carolina del Sud)
Fair Play è un census-designated place (CDP) degli Stati Uniti d'America, situato in Carolina del Sud, diviso tra la contea di Oconee e la contea di Anderson.